# ويليام بولت
ويليام بولت هو سياسي نيوزيلندي، ولد في 1838، وتوفي في 29 أبريل 1907.